# Ersmark, Umeå kommun
Ersmark är en småort i Umeå kommun belägen strax norr om Umeå. 

## Etymologi
På 1500-talet skrevs byns namn Östensmark och förledet i byns namn är således det förkristna mansnamnet Östen. Liksom andra mark-byar med sådana förled anses den ha uppkommit som nybygge under medeltiden.

## Historia
I Gustav Vasas jordebok från 1543 upptas sju bönder som skattande i Östensmark eller Ersmark. Deras sammanlagda åkermark uppgick till drygt 59 spannland, vilket motsvarar knappt 9,5 hektar. Till detta kom 75 lass hö från ängar. Av den äldsta kartan över Ersmark, från 1694, framgår att åkermarken då var koncentrerad till området kring Tavelåns och Fällforsåns sammanflöde. Gårdarna låg öster om åkrarna, ungefär vid nuvarande Ersgårdsvägen. Ängsmarker fanns på båda sidor om Fällforsån upp till Renängesbäckens utflöde strax norr om Fäbodåkern samt en bit upp längs Tavelån.
År 1785 genomfördes avvittring genom vilken Ersmarks bys skogar avgränsades gentemot Flurkmark, Håkmark, Tjälamark, Grisbacka, Ytterhiske, Umeå stad, Anumark, Hjåggmark och Tväråmark. Antalet åbor hade då växt till elva. Varje åbo tilldelades drygt 1 500 tunnland skog. Större sjöar inom byns område var Bäcksjön, Holmsjön, Degersjön och Gärssjön. Ett finbladig vattendrivet sågverk i Fällfors innehades av handelsmän från Umeå stad. I byn fanns också fyra mjölkvarnar.
1868 fanns 33 hemmansägare i byn.
I början av 1980-talet byggdes Ersboda mellan Ersmark och staden, och efter detta har Ersmark fått en kraftigt ökad befolkning. Samtidigt har servicen minskat på grund av närheten till centrum och stormarknaderna på Ersboda. I samband med bomässan Bo87 fick Ersmark ett nytt bostadsområde och det gamla EFS-bönehuset invigdes 1992 till kyrka, Ersmarkskyrkan, i samarbete med Svenska kyrkan och Umeå stadsförsamling.
Efter Bomässan 1987 räknas Ersmark officiellt som en stadsdel i Umeå, trots att den gamla byn fortfarande ligger geografiskt avskilt från övriga staden. 

### Befolkningsutveckling
Befolkningsutvecklingen från mitten av 1500-talet och framåt kan utläsas från upplysningar i jordeböcker, uppbördslängder, boskaps- och utsädeslängder, kvarntullar och mantalslängder från Gustav Vasas tid och framåt. 1543 bodde exempelvis sju hemmansbrukare med familjer i Ersmark och antalet bönder höll sig runt 7–8 stycken i byn ända till mitten av 1700-talet. Det exakta antalet personer som bott i byn under dessa sekel går inte att få fram, men från 1642 finns exakta upplysningar om antalet vuxna i byn. 1642 var det exempelvis totalt 20 vuxna i byn (det vill säga 20 personer över 12 år), 1660 var det 23 vuxna (det vill säga 23 personer över 15 år) och 1686 totalt 29 vuxna (29 personer över 15 år).
| Befolkningsutvecklingen i Ersmark 1960–2020           | Befolkningsutvecklingen i Ersmark 1960–2020 | Befolkningsutvecklingen i Ersmark 1960–2020 | Befolkningsutvecklingen i Ersmark 1960–2020 | Befolkningsutvecklingen i Ersmark 1960–2020 |
| ----------------------------------------------------- | ------------------------------------------- | ------------------------------------------- | ------------------------------------------- | ------------------------------------------- |
|                                                       |                                             |                                             |                                             |                                             |
| År                                                    |                                             |                                             | Folkmängd                                   | Areal (ha)                                  |
| 1960                                                  | 1960                                        |                                             | 506                                         |                                             |
| 1965                                                  | 1965                                        |                                             | 495                                         |                                             |
| 1970                                                  | 1970                                        |                                             | 641                                         |                                             |
| 1975                                                  | 1975                                        |                                             | 939                                         |                                             |
| 1980                                                  | 1980                                        |                                             | 1 057                                       |                                             |
| 1990                                                  | 1990                                        |                                             | 1 383                                       | 99                                          |
| 1995                                                  | 1995                                        |                                             | 1 406                                       | 101                                         |
| 2000                                                  | 2000                                        |                                             | 1 396                                       | 104                                         |
| 2005                                                  | 2005                                        |                                             | 1 486                                       | 112                                         |
| 2010                                                  | 2010                                        |                                             | 1 539                                       | 148                                         |
| 2015                                                  | 2015                                        |                                             | 1 650                                       | 149                                         |
| 2020                                                  | 2020                                        |                                             | 1 605                                       | 149                                         |
| Anm.: Namnändring 1980 från Ume-Ersmark till Ersmark. |                                             |                                             |                                             |                                             |

## Idrott
Fotbollsklubben Ersmarks IK bildades 1957 och hette fram till 2003 Södra Ersmarks IK. Klubbens verksamhet upphörde helt i slutet av 1960-talet, men några år senare började det byggas nytt i byn och flera barnfamiljer flyttade in, och 1973 återupptog klubben verksamheten. 1976 startade man även skidskola, och 1979 tog man upp orientering. Dessa båda sektioner har dock senare lagts ner, och per 2023 är klubben en ren fotbollsförening. Landslagsmålvakten Sofia Lundgren har Ersmark som moderklubb, och även ex-allsvenske Anton Holmberg har representerat klubben på juniornivå.

## Personer från orten
- Johan Karlsson, "Slomparn", småbonde som bodde i byn under tidigt 1900-tal och blev känd som en god berättare[10].
- Anton Holmberg, fotbollsspelare
- Assar Rönnlund och Toini Gustafsson-Rönnlund, skidåkare som bodde i Ersmark.
- Sofia Lundgren, fotbollsspelare